# Petar I. Aragonski i Navarski
Petar I. Aragonski i Navarski (aragonski Pero; 1068./9. – 27./29. rujna 1104.) bio je kralj Aragonije i Navare od 1094. do svoje smrti.
Bio je sin i nasljednik kralja Aragonije i Navare Sanča Ramíreza i njegove prve žene Izabele od Urgella. Nazvan je po svetom Petru.
Njegova prva supruga je bila Agneza Akvitanska, s kojom je imao dvoje djece. Druga supruga mu je bila neka Berta, vjerojatno iz Lombardije. Nakon smrti njegovo prijestolje naslijedio je njegov mlađi polubrat Alfonso I. Aragonski i Navarski.